# قلعه خسرو
قلعه خسرو در ۳۰ کیلومتری شمال غرب اردبیل قرار دارد. این قلعه که با شیوه خشکه چین سنگی (با مصالح سنگی بدون استفاده از ملات)ساخته شده‌است، به دوره مفرغ جدید (۱۷۰۰ تا ۱۴۵۰ سال پیش از میلاد) تعلق دارد.

## کاوش در قلعه
در فصول پیشین کاوش، سفال‌هایی از عصر مفرغ جدید و نشانه‌هایی از استقرار جوامع با ساختار پیچیده سیاسی و اجتماعی در این قلعه به دست آمده بود. بر اساس دلایل باستان‌شناسی جوامع پیچیده سیاسی و اجتماعی اولین بار در دوره مفرغ جدید شکل گرفته‌است.
با توجه به اینکه این منطقه در دوره‌های مختلف به ویژه در عصر مفرغ مورد تاخت و تاز اقوام مهاجر بود و با در نظر گرفتن اقتصاد کشاورزی و دامداری در عصر مفرغ به نظر می‌رسد، قلعه‌های هفت‌گانه نقش محافظت از قلعه مرکزی خسرو و زمین‌های کشاورزی و مراتع دامداری آن را به عهده داشتند.
گورستان کوچکی نیز شامل ۱۰ تا ۲۰ گور در کنار قلعه‌های هفت‌گانه وجود دارد که تعداد کم قبور آن نشان‌گر اقماری بودن این قلعه‌ها است. این گورها نشان دهنده مالکیت یا تسلط قلعه مرکزی بر نواحی اطراف و سند تملک خانواده یا قبایل ساکن در قلعه مرکزی یا قلعه‌های اقماری بر روی این مراتع هستند.
کاوشگران در بررسی‌های خود در این منطقه آثار بند و کانال‌های آب‌رسانی مربوط به دوره مفرغ جدید را شناسایی کردند. فرضیه سرپرست کاوش در قلعه خسرو این است که ساکنان این منطقه پس از احداث بند روی رودخانه قره‌سو که در کنار قلعه خسرو قرار دارد، توسط این کانال‌های سنگ‌چین آب رود را به طرف زمین‌های اطراف هدایت می‌کردند.

## قلعه در دوره مفرغ
قلعه باستانی خسرو در عصر مفرغ جدید شکل گرفت و استقرار آن تا عصر آهن ۱ (۱۵۰۰ تا ۱۲۰۰ سال پیش از میلاد)، عصر آهن ۲ (۱۲۰۰ تا ۸۰۰ سال پیش از میلاد) و عصر آهن ۳ (۸۵۰ تا ۵۵۰ سال پیش از میلاد) تداوم داشت. در اواخر عصر آهن ۳ این قلعه کاملاً متروک شد و استقرار در آن به قلعه دیگری که متعلق به دوره هخامنشی است، منتقل شد. این قلعه هخامنشی در حدود ۷۰۰ متری قلعه خسرو قرار دارد که در حال حاضر باستان‌شناسان مشغول بررسی روی آن هستند.